# Frédéric Oudéa
Frederic Oudéa, född 5 juli 1963 i Paris, är chef för den europeiska storbanken Société Générale med huvudkontor i Paris.
Karriären på Société Générale inleddes 1995 och dessförinnan arbetade han bland annat som teknisk rådgivare till Nicolas Sarkozy då denne var minister för Budget och kommunikation 1993.